# Przełęcz Komarnicka
Przełęcz Komarnicka – przełęcz na wysokości 662 m n.p.m., w południowo-zachodniej Polsce w Sudetach Zachodnich, w Górach Kaczawskich.
Przełęcz położona jest w środkowo-południowej części Gór Kaczawskich, na zachód od wzniesienia Baraniec około 3,2 km na zachód od centrum Wojcieszowa.
Przełęcz położona jest między odchodzącym na północ grzbietem z wzniesieniami Barańca i Skopca po wschodniej stronie a Folwarczną i Maślakiem po zachodniej stronie. Przełęcz stanowi wyraźne, rozległe siodło o łagodnych zboczach i nieco stromych podejściach, wcinające się w zieleńce i łupki zieleńcowe – przeobrażone skały pochodzenia wulkanicznego z okresu starszego paleozoiku, z wkładkami marmurów (wapieni krystalicznych). Obszar w otoczeniu przełęczy zajmują pola uprawne, nieużytki i łąki górskie. Dolną część północnego podejścia przełęczy oraz zachodnie skrzydło porastają lasy regla dolnego. Na podejściach przełęczy położone są źródła potoków górskich, Zimnej Szpary po północnej stronie i Komara po południowej stronie.
W sąsiedztwie przełęczy, po południowej stronie położone jest Komarno, którego zabudowania podchodzą pod samą przełęcz. Od tej miejscowości pochodzi nazwa przełęczy. Przez siodło prowadzi droga polna z Komarna do Wojcieszowa. Przełęcz stanowi punkt widokowy, z którego roztacza się panorama Rudaw Janowickich, Karkonoszy, Pogórza Kaczawskiego i Gór Ołowianych. Przez przełęcz przechodzi dział wodny, oddzielający dorzecza rzeki, Kaczawy i Bobru.
Na przełęczy znajduje się wykonana z pnia uschłej czereśni rzeźba Into the Blue Magdaleny Osak z 2013, obwieszona butami.

## Turystyka
Przez przełęcz prowadzi szlak turystyczny:
- – żółty fragment szlaku prowadzący z Komarna do ruin Zamku Niesytno, przez Wojcieszów.